# Mistrzostwa Ukrainy w Skokach Narciarskich 2014
Mistrzostwa Ukrainy w Skokach Narciarskich 2014 – zawody, które wyłoniły najlepszych skoczków narciarskich na Ukrainie w roku 2014. Wszystkie konkursy przeprowadzono w marcu 2014 roku w miejscowości Worochta w kompleksie skoczni Awanhard. Rozegrano dwa konkursy indywidualne i jeden drużynowy.
W konkursie indywidualnym na skoczni o punkcie konstrukcyjnym umieszczonym na 75 metrze zwyciężył Jewhen Marusiak, który wyprzedził Witalija Kaliniczenkę (2. miejsce) i Rusłana Bałandę (3. miejsce). W drugim z konkursów indywidualnych, który odbył się na obiekcie K–90, wygrał Kaliniczenko, a miejsca na podium zajęli również Wiktor Pasicznyk (2. pozycja) i Andrij Kłymczuk (3. pozycja). W konkursie drużynowym, także rozegranym na skoczni K–90, zwycięstwo odniósł pierwszy zespół obwodu tarnopolskiego, startujący w składzie Bałanda, Kłymczuk, Wiktor Pasicznyk i Stepan Pasicznyk.
W zawodach wystartowało w sumie ponad 30 zawodników.

## Medaliści
| Konkurs | Złoto                                                                                            | Srebro                                                  | Brąz                                                     |
| ------- | ------------------------------------------------------------------------------------------------ | ------------------------------------------------------- | -------------------------------------------------------- |
| K–75    | Jewhen Marusiak                                                                                  | Witalij Kaliniczenko                                    | Rusłan Bałanda                                           |
| K–90    | Witalij Kaliniczenko                                                                             | Wiktor Pasicznyk                                        | Andrij Kłymczuk                                          |
| Druż.   | Obwód tarnopolski I 1. Rusłan Bałanda 2. Andrij Kłymczuk 3. Wiktor Pasicznyk 4. Stepan Pasicznyk | Obwód iwanofrankiwski I 1. b.d. 2. b.d. 3. b.d. 4. b.d. | Obwód iwanofrankiwski II 1. b.d. 2. b.d. 3. b.d. 4. b.d. |